# البرز (محافظة)
محافظة ألبرز (بالفارسية: استان البرز) هي إحدى المحافظات الإيرانية الإحدى والثلاثين. مركزها مدينة كرج. وقد كانت البرز جزءاً من محافظة طهران، وانفصلت رسمياً عنها في 23 يونيو 2010.
تعد البرز أصغر محافظة في إيران، وتقسم إلى أربع مقاطعات هي: كرج وساوجبلاغ ونظر آباد وطالقان، فردیس.

## التاریخ
في اجتماع مجلس الحكومة بتاريخ 1 فبراير 2008 تمت الموافقة على مشروع قانون إنشاء هذه المحافظة وإرساله إلى المجلس الإسلامي. فيما بعد بموافقة ممثلي المجلس الإسلامي بتاريخ 6/28/2009 تم تشكيل محافظة البرز رسمياً. في هذه الخطة المقترحة ، تعتبر مدينةكرج عاصمة المحافظة. تقع هذه المدينة على بعد 20 كيلومترًا غرب طهران وفي منطقة الحماية بمحافظة طهران، ويبلغ عدد سكانها 1،614،626 نسمة، وهي رابع أكبر مدينة في إيران من حيث عدد السكان بعد طهران ومشهد وأصفهان.

## المدن
تشمل محافظة البرز المدن التالية:
- طالقان
- نظر أباد
- هشتغرد
- اشتهارد
- كوهسار
- غلسار
- كمال شهر
- كرج
- غرمدره
- فرديس
- مشكين دشت
- محمد شهر
- ماهدشت
- صفادشت
- ملارد